# 砸橱窗抢劫

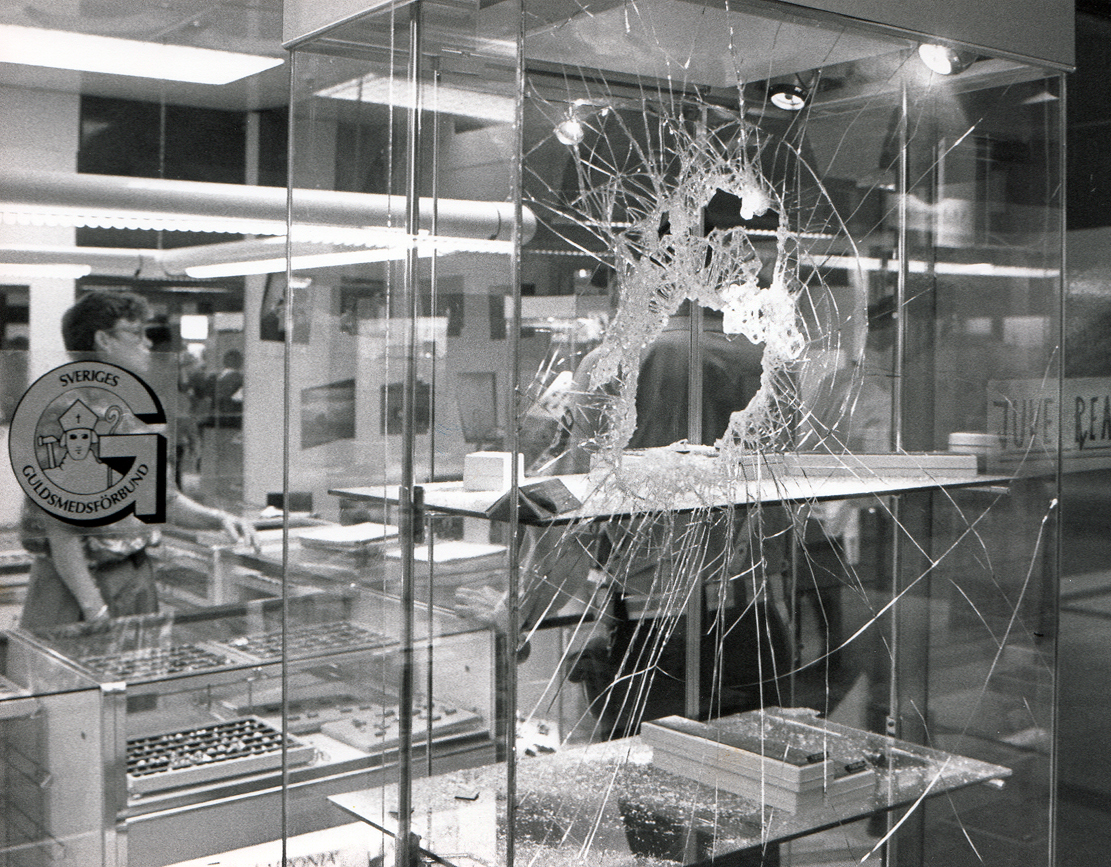
1987年，瑞典马尔默一家商店发生砸橱窗抢劫事件后，警方向售货员进行询问。

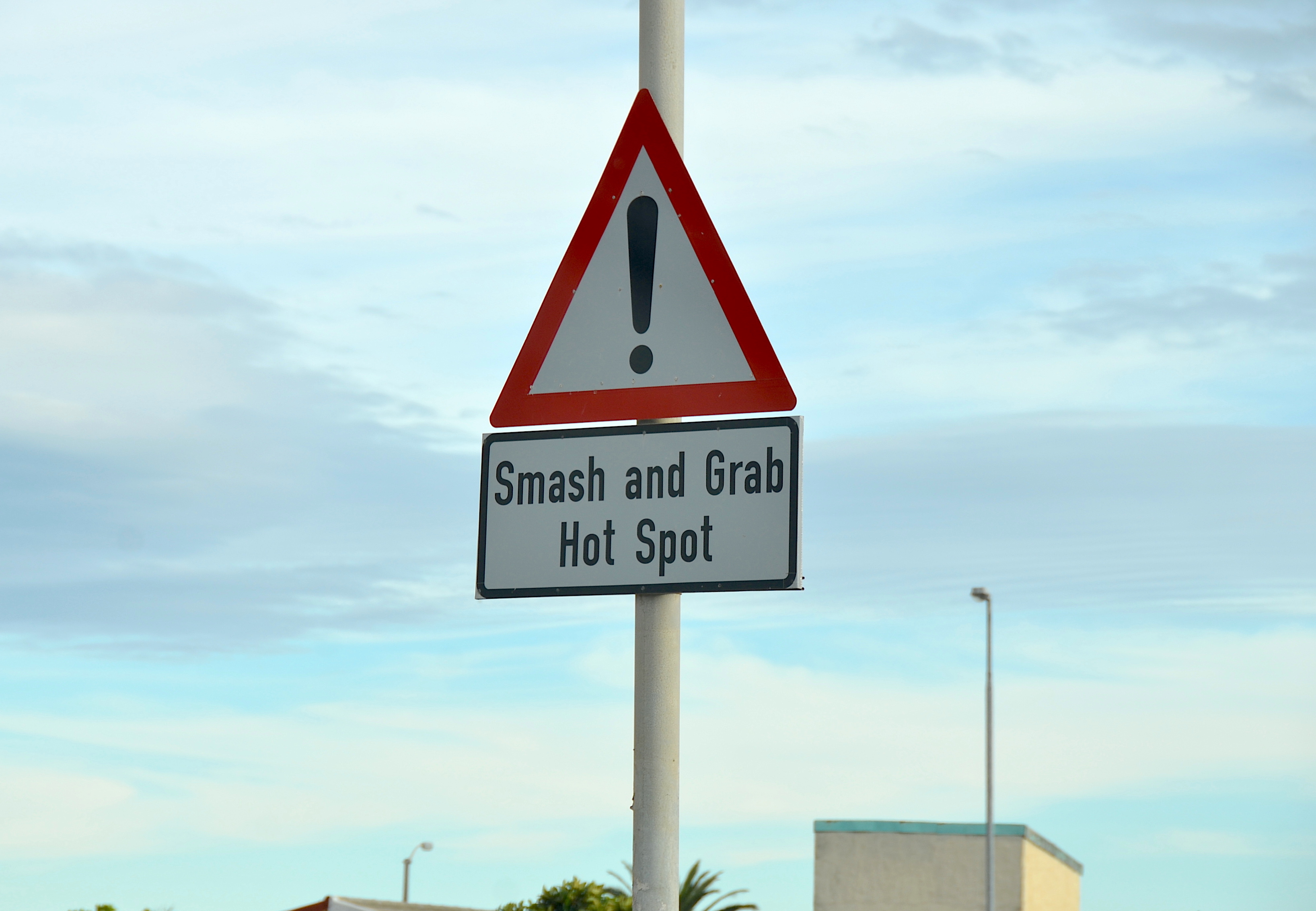
砸橱窗抢劫在南非道路上极为普遍

砸橱窗抢劫（英語：smash and grab）是一种特殊形式的入室盗窃，主要是砸碎商店里的展示橱窗，抢走贵重物品，然后迅速逃跑，而不关心是否会引起警报或制造噪音。砸橱窗抢劫可能发生在许多情况下，无论是在白天还是在晚上，肇事者可能是经验丰富的小偷，也可能是冲动的破坏者。 

## 历史
砸橱窗抢劫在1930年代便开始普遍，到1940年代尤为普遍。随着店主纷纷加固窗户、安装防护格栅，抢劫频率降低。到了20世纪50年代，强行进入商店的方式是使用汽车和多爪钩将窗栏从窗户上拉下。

## 特点
通常，与开放的街道相比（特别是在街道上光线较暗或看不见的地方），封闭区域（例如购物中心和办公楼）内的橱窗和陈列柜更不容易受到粉碎和抢劫。最近发生的砸橱窗抢劫犯罪还涉及到用皮卡撞便利店或加油站的墙壁，以拆除自动柜员机并取走现金。砸橱窗抢劫的最大成本通常是更换窗户或墙壁，这一成本有时可能远远超过被盗货物的成本。袭击者作案的工具包括锤子、砖头和脚手架杆等，有时较大的石头也可以成为作案工具。

## 威慑
有几种方法可以阻止砸橱窗抢劫。店主可以拴住他们的商品，并让围观者清楚地看到这些拴系物。他们还可以避免在窗口中展示有价商品，但缺点是同时也降低了展示对客户的吸引力。此外，店主可以加固橱窗的玻璃，使其能够承受袭击工具的撞击而不破碎。

## 案例
2009年3月29日下午，澳大利亚墨尔本闹市区的一家珠宝店遭遇打劫，一名歹徒用一把铁锤砸碎玻璃橱窗，抢走一枚9.1克拉的钻石戒指，而案发现场附近至少有20名正在候车的路人目击。
2014年1月，中华人民共和国浙江省嵊州市巡特警大队抓获一名阎姓盗贼，他自2013年9月底开始作案十多起，用榔头砸路边商店并盗窃。他砸橱窗时有一个特点，即砸一下马上跑开，看周围没什么动静后再回来继续砸，直到砸出人可以钻进去的洞，然后入室盗窃。
2017年1月1日晚，福建省厦门市嘉禾路锦绣广场附近，一男子蒙面持铁锤，砸破一家首饰店橱窗玻璃，抢走两尊镀金的金佛，被民警和群众当场抓获。
2018年8月2日凌晨，天津市和平区一男子在一通讯店用一块大石头砸通讯店橱窗，将玻璃砸出一个大洞，并钻入店内偷窃三部iPhone。他于8月11日被当地警方抓获。